# Mistrzostwa Świata U-20 w Rugby Union Mężczyzn 2012
Mistrzostwa Świata Juniorów w Rugby Union 2012 (IRB Junior World Championship 2012) – piąte mistrzostwa świata w rugby union dla drużyn narodowych do lat 20, organizowane przez IRB. Turniej został rozegrany w Południowej Afryce w dniach 4–22 czerwca 2012 roku. Wzięło w nim udział dwanaście drużyn, a tytułu bronił zespół Nowej Zelandii.
Południowoafrykański Związek Rugby otrzymał prawa do organizacji turnieju w kwietniu 2011 roku. W połowie grudnia tego roku ogłoszono ramy czasowe zawodów, stadiony oraz podział na grupy. Szczegółowy harmonogram rozgrywek został ogłoszony 14 marca, a panel arbitrów 29 marca 2012 roku. W turnieju brało udział dwanaście drużyn, które zostały podzielone na trzy czterozespołowe grupy rywalizujące systemem kołowym w ciągu trzech meczowych dni. Po zakończeniu pierwszej fazy ustalany był ranking – pierwsze cztery zespoły awansowały do półfinałów, kolejne cztery walczyły o miejsce piąte, zaś pozostałe o miejsce dziewiąte.
Podczas turnieju przerywając passę 21 kolejnych zwycięstw pierwszej porażki w swojej historii doznała reprezentacja Nowej Zelandii 8 czerwca 2012 roku ulegając Walijczykom. Drugą natomiast obrońcy tytułu zaliczyli w finale zawodów, przegrywając na Newlands Stadium z gospodarzami 16:22. Reprezentacja Włoch po zajęciu ostatniego miejsca wypadła z rozgrywek młodzieżowej elity i w 2013 roku zagrała w Junior World Rugby Trophy. Najwięcej punktów zdobył Walijczyk, Tom Prydie, w klasyfikacji przyłożeń z sześcioma zwyciężył zaś reprezentant Szkocji Jamie Farndale.
Południowoafrykańska stacja SuperSport została głównym nadawcą telewizyjnym zawodów, które były transmitowane przez siedemnaście stacji telewizyjnych na 162 terytoriach całego świata oraz transmitowane w Internecie. Najtańsze trzymeczowe bilety na jeden dzień kosztowały 25 randów.
W trakcie trwania turnieju IRB regularnie publikowała statystyki.

## Stadiony
W przeciwieństwie do poprzednich edycji, turniej miał odbyć się tylko na dwóch arenach: Danie Craven Stadium w Stellenbosch oraz UWC Stadium w Bellville na przedmieściach Kapsztadu.
Z powodu silnych deszczów, które zniszczyły murawę Danie Craven Stadium, 8 czerwca 2012 roku Południowoafrykański Związek Rugby w porozumieniu z IRB postanowił przenieść na inne areny pozostałe mecze zaplanowane do rozegrania na tym stadionie. Trzy mecze z 12 czerwca zostały rozegrane na Cape Town Stadium, natomiast spotkania w fazie pucharowej odbyły się na Newlands Stadium.
| Miasto                 | Stadion              | Pojemność         |
| ---------------------- | -------------------- | ----------------- |
| Stellenbosch           | Danie Craven Stadium | 16 000            |
| Kapsztad (Bellville)   | UWC Stadium          | 2500 (siedzących) |
| Kapsztad (Green Point) | Cape Town Stadium    | 55 000            |
| Kapsztad (Newlands)    | Newlands Stadium     | 51 900            |

## Uczestnicy
W zawodach uczestniczyło jedenaście najwyżej sklasyfikowanych drużyn z poprzednich mistrzostw oraz zwycięzca Junior World Rugby Trophy 2011 – reprezentacja Samoa.
| Zespół                 | Liczba występów | Poprzednia pozycja |
| ---------------------- | --------------- | ------------------ |
| Nowa Zelandia U-20     | 4               | 1                  |
| Anglia U-20            | 4               | 2                  |
| Australia U-20         | 4               | 3                  |
| Francja U-20           | 4               | 4                  |
| Południowa Afryka U-20 | 4               | 5                  |
| Fidżi U-20             | 4               | 6                  |
| Walia U-20             | 4               | 7                  |
| Irlandia U-20          | 4               | 8                  |
| Argentyna U-20         | 4               | 9                  |
| Szkocja U-20           | 4               | 10                 |
| Włochy U-20            | 3               | 11                 |
| Samoa U-20             | 3               | awans z JWRT 2011  |

## Faza grupowa

### Grupa A
| 4 czerwca 201214:45 | Walia U-20                                                                                       | 44:18 | Fidżi U-20                                                  | Danie Craven Stadium, Stellenbosch Sędzia: Glen Jackson |
| 4 czerwca 201214:45 | Davies 8 (pd 2K) Thomas 5 (P) Walker 5 (P) Harris 5 (P) Morgan 11 (P 3pd) Allen 5 (P) Hill 5 (P) | 44:18 | S. Kerevi 5 (P) J. Kerevi 5 (P) Gavidi 2 (pd) Vuibau 6 (2K) | Danie Craven Stadium, Stellenbosch Sędzia: Glen Jackson |
| 4 czerwca 201214:45 | Hill                                                                                             | 44:18 |                                                             | Danie Craven Stadium, Stellenbosch Sędzia: Glen Jackson |

| 4 czerwca 201216:45 | Nowa Zelandia U-20                                                                                                  | 63:0 | Samoa U-20 | Danie Craven Stadium, Stellenbosch Sędzia: Mathieu Raynal |
| 4 czerwca 201216:45 | West 11 (4pd K) Curtis 10 (2P) Keresoma 15 (3P) Marshall 5 (P) McKenzie 10 (2P) Ross 5 (P) Eade 2 (pd) Harris 5 (P) | 63:0 |            | Danie Craven Stadium, Stellenbosch Sędzia: Mathieu Raynal |
| 4 czerwca 201216:45 | Faʻafou | 63:0 |            | Danie Craven Stadium, Stellenbosch Sędzia: Mathieu Raynal |

| 8 czerwca 201214:45 | Fidżi U-20                  | 15:3 | Samoa U-20  | UWC Stadium, Kapsztad Widzów: 1500 Sędzia: Francisco Pastrana |
| 8 czerwca 201214:45 | Simolo 5 (P) Kerevi 10 (2P) | 15:3 | Ah Ki 3 (K) | UWC Stadium, Kapsztad Widzów: 1500 Sędzia: Francisco Pastrana |

| 8 czerwca 201216:45 | Nowa Zelandia U-20 | 6:9 | Walia U-20                 | Danie Craven Stadium, Stellenbosch Sędzia: Angus Gardner |
| 8 czerwca 201216:45 | Eade 6 (2K)        | 6:9 | Morgan 3 (K) Prydie 6 (2K) | Danie Craven Stadium, Stellenbosch Sędzia: Angus Gardner |

| 12 czerwca 201216:45 | Walia U-20 | 74:3 | Samoa U-20  | UWC Stadium, Kapsztad Widzów: 2500 Sędzia: Mathieu Raynal |
| 12 czerwca 201216:45 | Walker 5 (P) Prydie 29 (2P 8pd K) Morgan 5 (P) Jones 5 (P) Allen 5 (P) Pascoe 5 (P) Jenkins 5 (P) Thomas 5 (P) Jones 5 (P) Harris 5 (P) | 74:3 | Ah Ki 3 (K) | UWC Stadium, Kapsztad Widzów: 2500 Sędzia: Mathieu Raynal |
| 12 czerwca 201216:45 | Broomhall · Faʻafou | 74:3 |             | UWC Stadium, Kapsztad Widzów: 2500 Sędzia: Mathieu Raynal |

| 12 czerwca 201218:45 | Nowa Zelandia U-20                                                           | 33:12 | Fidżi U-20                              | UWC Stadium, Kapsztad Widzów: 3000 Sędzia: JP Doyle |
| 12 czerwca 201218:45 | West 8 (4pd) Preston 5 (P) Proctor 5 (P) Emery 10 (2P) karne przyłożenie – 5 | 33:12 | Sassen 5 (P) Simolo 5 (P) Gavidi 2 (pd) | UWC Stadium, Kapsztad Widzów: 3000 Sędzia: JP Doyle |
| 12 czerwca 201218:45 | Ratumuri · Seruwalu                                                          | 33:12 |                                         | UWC Stadium, Kapsztad Widzów: 3000 Sędzia: JP Doyle |

### Grupa B
| 4 czerwca 201216:45 | Anglia U-20 | 64:5 | Włochy U-20 | UWC Stadium, Kapsztad Sędzia: Francisco Pastrana |
| 4 czerwca 201216:45 | Slade 11 (4pd K) Bassett 5 (P) Yarde 10 (2P) Robson 5 (P) Cowan-Dickie 5 (P) Sinckler 5 (P) Heathcote 13 (P 4pd) Mills 5 (P) Hill 5 (P) | 64:5 | Sarto 5 (P) | UWC Stadium, Kapsztad Sędzia: Francisco Pastrana |

| 4 czerwca 201218:45 | Południowa Afryka U-20             | 19:23 | Irlandia U-20                                         | Danie Craven Stadium, Stellenbosch Sędzia: Leighton Hodges |
| 4 czerwca 201218:45 | Jantjies 14 (pd 4K) Willemse 5 (P) | 19:23 | Hanrahan 13 (2pd dg 2K) Coghlan 5 (P) Henderson 5 (P) | Danie Craven Stadium, Stellenbosch Sędzia: Leighton Hodges |

| 8 czerwca 201218:45 | Południowa Afryka U-20 | 52:3 | Włochy U-20    | UWC Stadium, Kapsztad Widzów: 6000 Sędzia: Mathieu Raynal |
| 8 czerwca 201218:45 | Small-Smith 5 (P) Willemse 5 (P) Pollard 10 (5pd) Serfontein 10 (2P) Van Der Watt 5 (P) Steyn 5 (P) Kitshoff 5 (P) Howard 5 (P) Jantjies 2 (pd) | 52:3 | Apperley 3 (K) | UWC Stadium, Kapsztad Widzów: 6000 Sędzia: Mathieu Raynal |

| 8 czerwca 201218:45 | Anglia U-20                                                | 20:15 | Irlandia U-20                      | Danie Craven Stadium, Stellenbosch Sędzia: Lourens van der Merwe |
| 8 czerwca 201218:45 | Heathcote 10 (2pd 2K) Sinckler 5 (P) karne przyłożenie – 5 | 20:15 | Hanrahan 10 (P pd K) Marmion 5 (P) | Danie Craven Stadium, Stellenbosch Sędzia: Lourens van der Merwe |
| 8 czerwca 201218:45 | Addison · Merrick                                          | 20:15 | Buckley                            | Danie Craven Stadium, Stellenbosch Sędzia: Lourens van der Merwe |

| 12 czerwca 201214:45 | Irlandia U-20                                                                         | 41:12 | Włochy U-20                       | Cape Town Stadium, Kapsztad Sędzia: Angus Gardner |
| 12 czerwca 201214:45 | Nelson 10 (2P) Carty 11 (4pd K) Farrell 5 (P) Conneely 5 (P) Rael 5 (P) McGrath 5 (P) | 41:12 | Padovani 7 (P pd) Calabrese 5 (P) | Cape Town Stadium, Kapsztad Sędzia: Angus Gardner |

| 12 czerwca 201218:45 | Południowa Afryka U-20                                            | 28:15 | Anglia U-20  | Cape Town Stadium, Kapsztad Sędzia: Glen Jackson |
| 12 czerwca 201218:45 | Small-Smith 5 (P) Pollard 8 (4pd) Adendorff 10 (2P) Du Toit 5 (P) | 28:15 | Bell 15 (5K) | Cape Town Stadium, Kapsztad Sędzia: Glen Jackson |

### Grupa C
| 4 czerwca 201214:45 | Australia U-20 | 67:12 | Szkocja U-20                                 | UWC Stadium, Kapsztad Widzów: 2000 Sędzia: Lourens van der Merwe |
| 4 czerwca 201214:45 | Holloway 5 (P) Frisby 5 (P) Godwin 8 (4pd) Roach 10 (2P) Dargaville 5 (P) Latunipulu 5 (P) Sautia 10 (2P) Browning 5 (P) Seuteni 4 (2pd) Latu 5 (P) Ngauamo 5 (P) | 67:12 | Redmayne 5 (P) Farndale 5 (P) Leonard 2 (pd) | UWC Stadium, Kapsztad Widzów: 2000 Sędzia: Lourens van der Merwe |

| 4 czerwca 201218:45 | Francja U-20    | 15:18 | Argentyna U-20                               | UWC Stadium, Kapsztad Sędzia: Greg Garner |
| 4 czerwca 201218:45 | Escande 15 (5K) | 15:18 | Ramella 5 (P) Cappiello 5 (P) Poet 8 (pd 2K) | UWC Stadium, Kapsztad Sędzia: Greg Garner |
| 4 czerwca 201218:45 | Danty           | 15:18 |                                              | UWC Stadium, Kapsztad Sędzia: Greg Garner |

| 8 czerwca 201214:45 | Australia U-20 | 3:15 | Argentyna U-20                           | Danie Craven Stadium, Stellenbosch Sędzia: Glen Jackson |
| 8 czerwca 201214:45 | Godwin 3 (K)   | 3:15 | Nougues 5 (P) Poet 5 (pd K) Matera 5 (P) | Danie Craven Stadium, Stellenbosch Sędzia: Glen Jackson |
| 8 czerwca 201214:45 | Parada Heit    | 3:15 |                                          | Danie Craven Stadium, Stellenbosch Sędzia: Glen Jackson |

| 8 czerwca 201216:45 | Francja U-20                                                                 | 30:29 | Szkocja U-20                                              | UWC Stadium, Kapsztad Widzów: 2500 Sędzia: JP Doyle |
| 8 czerwca 201216:45 | Fickou 10 (2P) Otazo 2 (pd) Selponi 8 (pd 2K) Kazubek 5 (P) Taofifenua 5 (P) | 30:29 | Leonard 19 (P pd 4K) Farndale 5 (P) karne przyłożenie – 5 | UWC Stadium, Kapsztad Widzów: 2500 Sędzia: JP Doyle |

| 12 czerwca 201214:45 | Argentyna U-20                           | 17:12 | Szkocja U-20                            | UWC Stadium, Kapsztad Widzów: 1200 Sędzia: Leighton Hodges |
| 12 czerwca 201214:45 | Ezcurra 10 (2P) Paz 2 (pd) Ramella 5 (P) | 17:12 | Bhatti 5 (P) Eadie 5 (P) Leonard 2 (pd) | UWC Stadium, Kapsztad Widzów: 1200 Sędzia: Leighton Hodges |
| 12 czerwca 201214:45 | Sanchez                                  | 17:12 | Scott                                   | UWC Stadium, Kapsztad Widzów: 1200 Sędzia: Leighton Hodges |

| 12 czerwca 201216:45 | Francja U-20                                                                    | 31:7 | Australia U-20           | Cape Town Stadium, Kapsztad Sędzia: Greg Garner |
| 12 czerwca 201216:45 | Fuster 10 (2P) Escande 9 (3pd K) Martin 5 (P) Jedrasiak 5 (P) Laranjeira 2 (pd) | 31:7 | Gill 5 (P) Godwin 2 (pd) | Cape Town Stadium, Kapsztad Sędzia: Greg Garner |
| 12 czerwca 201216:45 | Sautia                                                                          | 31:7 |                          | Cape Town Stadium, Kapsztad Sędzia: Greg Garner |

## Faza pucharowa

### Mecze o miejsca 9–12
|  | Półfinały | Półfinały    | Półfinały |  |  | Mecz o 9. miejsce  | Mecz o 9. miejsce  | Mecz o 9. miejsce  |
|  |           |              |           |  |  |                    |                    |                    |
|  | 1         | Szkocja U-20 | 34        |  |  |                    |                    |                    |
|  | 4         | Włochy U-20  | 17        |  |  |                    |                    |                    |
|  |           |              |           |  |  |                    | Szkocja U-20       | 62                 |
|  |           |              |           |  |  |                    | Samoa U-20         | 28                 |
|  | 2         | Fidżi U-20   | 20        |  |  |                    |                    |                    |
|  | 3         | Samoa U-20   | 29        |  |  | Mecz o 11. miejsce | Mecz o 11. miejsce | Mecz o 11. miejsce |
|  |           |              |           |  |  |                    |                    |                    |
|  |           |              |           |  |  |                    | Włochy U-20        | 17                 |
|  |           |              |           |  |  |                    | Fidżi U-20         | 19                 |

| 17 czerwca 201212:30 | Szkocja U-20                                                   | 34:17 | Włochy U-20                                    | UWC Stadium, Kapsztad Sędzia: Francisco Pastrana |
| 17 czerwca 201212:30 | Eadie 10 (2P) Leonard 9 (3pd K) Farndale 10 (2P) Russell 5 (P) | 34:17 | Apperley 7 (2pd dg) Bisegni 5 (P) Odiete 5 (P) | UWC Stadium, Kapsztad Sędzia: Francisco Pastrana |

| 17 czerwca 201214:45 | Fidżi U-20                                                  | 20:29 | Samoa U-20                                                      | UWC Stadium, Kapsztad Widzów: 300 Sędzia: Angus Gardner |
| 17 czerwca 201214:45 | Little 5 (pd K) Simolo 5 (P) Ratumuri 5 (P) Raikabula 5 (P) | 20:29 | Lilomaiava 5 (P) Ah Ki 14 (P 3pd K) Schuster 5 (P) Poliko 5 (P) | UWC Stadium, Kapsztad Widzów: 300 Sędzia: Angus Gardner |

| 22 czerwca 201214:15 | Włochy U-20                                    | 17:19 | Fidżi U-20                     | UWC Stadium, Kapsztad Widzów: 200 Sędzia: Leighton Hodges |
| 22 czerwca 201214:15 | Apperley 7 (2pd K) Bisegni 5 (P) Maistri 5 (P) | 17:19 | Vuibau 14 (pd 4K) Galala 5 (P) | UWC Stadium, Kapsztad Widzów: 200 Sędzia: Leighton Hodges |

| 22 czerwca 201212:00 | Szkocja U-20                                                                                               | 62:28 | Samoa U-20                                                 | UWC Stadium, Kapsztad Sędzia: Angus Gardner |
| 22 czerwca 201212:00 | Russell 5 (P) Leonard 22 (P 7pd K) Hislop 5 (P) Steven 5 (P) Farndale 10 (2P) Allan 10 (2P) Redmayne 5 (P) | 62:28 | Poliko 5 (P) Ah Ki 8 (4pd) Lilomaiava 10 (2P) Iosefa 5 (P) | UWC Stadium, Kapsztad Sędzia: Angus Gardner |
| 22 czerwca 201212:00 | Togitele · Alofipo                                                                                         | 62:28 |                                                            | UWC Stadium, Kapsztad Sędzia: Angus Gardner |

### Mecze o miejsca 5–8
|  | Półfinały | Półfinały      | Półfinały |  |  | Mecz o 5. miejsce | Mecz o 5. miejsce | Mecz o 5. miejsce |
|  |           |                |           |  |  |                   |                   |                   |
|  | 1         | Francja U-20   | 19        |  |  |                   |                   |                   |
|  | 4         | Australia U-20 | 17        |  |  |                   |                   |                   |
|  |           |                |           |  |  |                   | Francja U-20      | 7                 |
|  |           |                |           |  |  |                   | Irlandia U-20     | 18                |
|  | 2         | Irlandia U-20  | 27        |  |  |                   |                   |                   |
|  | 3         | Anglia U-20    | 12        |  |  | Mecz o 7. miejsce | Mecz o 7. miejsce | Mecz o 7. miejsce |
|  |           |                |           |  |  |                   |                   |                   |
|  |           |                |           |  |  |                   | Australia U-20    | 13                |
|  |           |                |           |  |  |                   | Anglia U-20       | 17                |

| 17 czerwca 201214:45 | Francja U-20                                       | 19:17 | Australia U-20                           | Newlands Stadium, Kapsztad Sędzia: JP Doyle |
| 17 czerwca 201214:45 | Escande 11 (pd 3K) Fidinde 5 (P) Laranjeira 3 (dg) | 19:17 | Lucas 7 (2pd K) Crook 5 (P) Frisby 5 (P) | Newlands Stadium, Kapsztad Sędzia: JP Doyle |
| 17 czerwca 201214:45 | Fidinde                                            | 19:17 |                                          | Newlands Stadium, Kapsztad Sędzia: JP Doyle |

| 17 czerwca 201217:00 | Irlandia U-20                                                 | 27:12 | Anglia U-20                 | UWC Stadium, Kapsztad Widzów: 300 Sędzia: Leighton Hodges |
| 17 czerwca 201217:00 | Daly 5 (P) Hanrahan 12 (3pd 2K) Henderson 5 (P) Coghlan 5 (P) | 27:12 | Walker 5 (P) Slade 7 (P pd) | UWC Stadium, Kapsztad Widzów: 300 Sędzia: Leighton Hodges |
| 17 czerwca 201217:00 | Henderson                                                     | 27:12 | Walker · Yarde              | UWC Stadium, Kapsztad Widzów: 300 Sędzia: Leighton Hodges |

| 22 czerwca 201216:30 | Australia U-20              | 13:17 | Anglia U-20                     | UWC Stadium, Kapsztad Widzów: 550 Sędzia: Lourens van der Merwe |
| 22 czerwca 201216:30 | Godwin 8 (pd 2K) Gill 5 (P) | 13:17 | Heathcote 12 (4K) Britton 5 (P) | UWC Stadium, Kapsztad Widzów: 550 Sędzia: Lourens van der Merwe |
| 22 czerwca 201216:30 | Yarde                       | 13:17 |                                 | UWC Stadium, Kapsztad Widzów: 550 Sędzia: Lourens van der Merwe |

| 22 czerwca 201214:15 | Francja U-20                | 7:18 | Irlandia U-20    | Newlands Stadium, Kapsztad Sędzia: Francisco Pastrana |
| 22 czerwca 201214:15 | Fickou 5 (P) Selponi 2 (pd) | 7:18 | Hanrahan 18 (6K) | Newlands Stadium, Kapsztad Sędzia: Francisco Pastrana |
| 22 czerwca 201214:15 | Poirot                      | 7:18 |                  | Newlands Stadium, Kapsztad Sędzia: Francisco Pastrana |

### Mecze o miejsca 1:4
|  | Półfinały | Półfinały              | Półfinały |  |  | Mecz o 1. miejsce | Mecz o 1. miejsce      | Mecz o 1. miejsce |
|  |           |                        |           |  |  |                   |                        |                   |
|  | 1         | Walia U-20             | 6         |  |  |                   |                        |                   |
|  | 4         | Nowa Zelandia U-20     | 30        |  |  |                   |                        |                   |
|  |           |                        |           |  |  |                   | Nowa Zelandia U-20     | 16                |
|  |           |                        |           |  |  |                   | Południowa Afryka U-20 | 22                |
|  | 2         | Argentyna U-20         | 3         |  |  |                   |                        |                   |
|  | 3         | Południowa Afryka U-20 | 35        |  |  | Mecz o 3. miejsce | Mecz o 3. miejsce      | Mecz o 3. miejsce |
|  |           |                        |           |  |  |                   |                        |                   |
|  |           |                        |           |  |  |                   | Walia U-20             | 25                |
|  |           |                        |           |  |  |                   | Argentyna U-20         | 17                |

| 17 czerwca 201217:00 | Walia U-20    | 6:30 | Nowa Zelandia U-20                                                      | Newlands Stadium, Kapsztad Sędzia: Lourens van der Merwe |
| 17 czerwca 201217:00 | Prydie 6 (2K) | 6:30 | West 10 (2pd 2K) Tupou 5 (P) Emery 5 (P) Taufua 5 (P) Tuʻungafasi 5 (P) | Newlands Stadium, Kapsztad Sędzia: Lourens van der Merwe |

| 17 czerwca 201219:15 | Argentyna U-20 | 3:35 | Południowa Afryka U-20                                                            | Newlands Stadium, Kapsztad Sędzia: Glen Jackson |
| 17 czerwca 201219:15 | Poet 3 (K)     | 3:35 | Pollard 12 (3pd 2K) Serfontein 5 (P) Pretorius 5 (P) Rhule 10 (2P) Jantjies 3 (K) | Newlands Stadium, Kapsztad Sędzia: Glen Jackson |

| 22 czerwca 201216:30 | Walia U-20                              | 25:17 | Argentyna U-20                                   | Newlands Stadium, Kapsztad Sędzia: Mathieu Raynal |
| 22 czerwca 201216:30 | Prydie 20 (pd 6K) karne przyłożenie – 5 | 25:17 | Poet 3 (K) Isa 5 (P) Paz 4 (2pd) Cappiello 5 (P) | Newlands Stadium, Kapsztad Sędzia: Mathieu Raynal |
| 22 czerwca 201216:30 | Thomas                                  | 25:17 | Camacho · Cruz Guillemaín                        | Newlands Stadium, Kapsztad Sędzia: Mathieu Raynal |

| 22 czerwca 201218:45 | Nowa Zelandia U-20             | 16:22 | Południowa Afryka U-20                                 | Newlands Stadium, Kapsztad Sędzia: Greg Garner |
| 22 czerwca 201218:45 | West 11 (pd 3K) Keresoma 5 (P) | 16:22 | Pollard 12 (dg 3K) Van der Watt 5 (P) Serfontein 5 (P) | Newlands Stadium, Kapsztad Sędzia: Greg Garner |
| 22 czerwca 201218:45 | Tuʻungafasi                    | 16:22 | Willemse                                               | Newlands Stadium, Kapsztad Sędzia: Greg Garner |

## Klasyfikacja końcowa
| Miejsce | Reprezentacja          |
| ------- | ---------------------- |
| złoto   | Południowa Afryka U-20 |
| srebro  | Nowa Zelandia U-20     |
| brąz    | Walia U-20             |
| 4       | Argentyna U-20         |
| 5       | Irlandia U-20          |
| 6       | Francja U-20           |
| 7       | Anglia U-20            |
| 8       | Australia U-20         |
| 9       | Szkocja U-20           |
| 10      | Samoa U-20             |
| 11      | Fidżi U-20             |
| 12      | Włochy U-20            |